# Anatoli
Pour les articles homonymes, voir Anatoli (homonymie).
L’anatoli, aussi appelé anatolian shorthair ou turkish shorthair, est une race de chat d'origine turque. Il s'agit de la variété à poil court du turc de Van. En 2011, la race n'était reconnue que par la World cat federation (WCF). Son standard est identique à celui du Turc de Van à la seule différence de la couleur et de la longueur de la robe.

## Historique
L'anatoli serait une race naturelle turque tout comme le turc de Van et à l'angora turc. L'anatoli est reconnu par la WCF en 2001.

## Standard

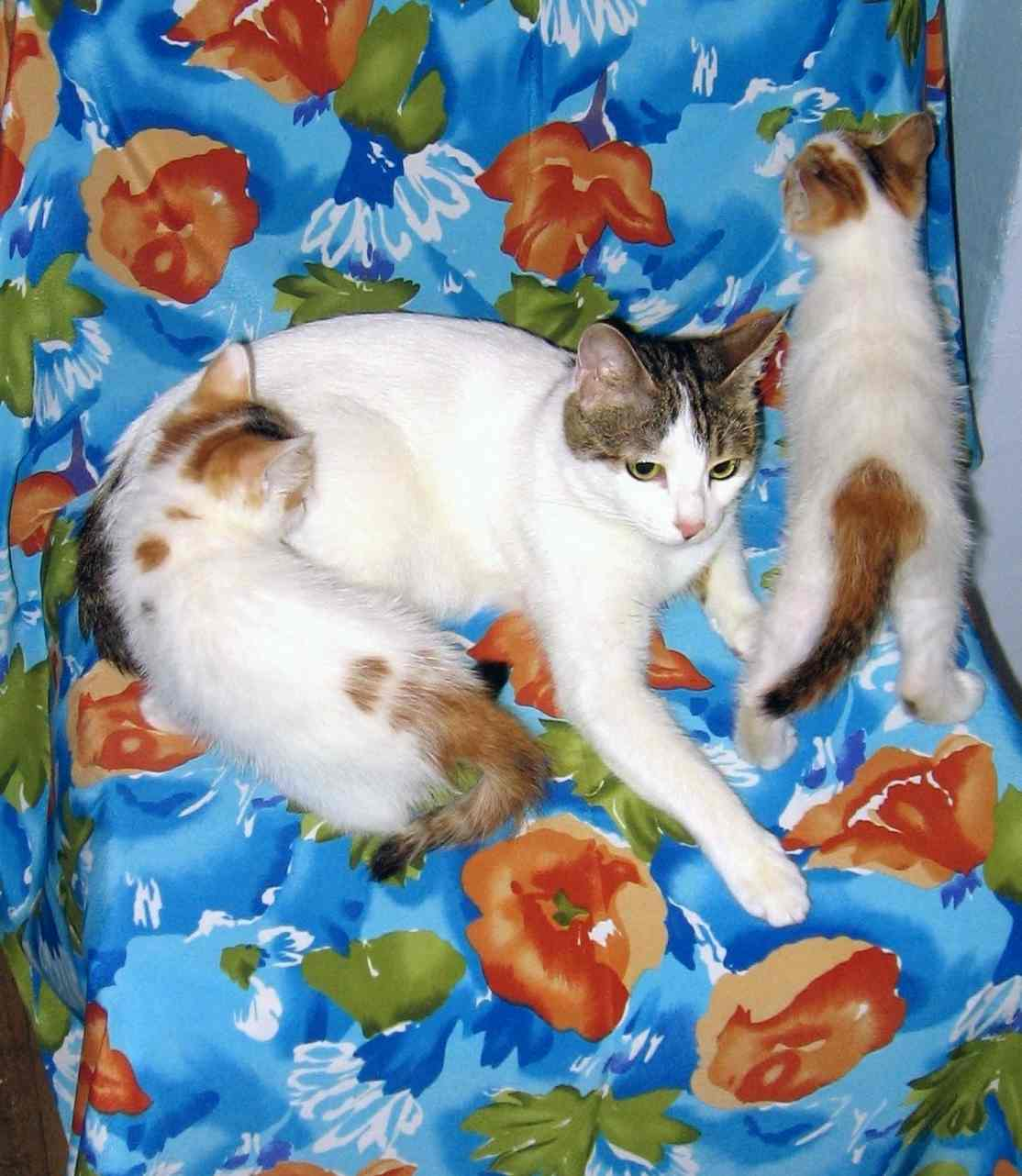
Femelle anatoli brown tabby et ses deux chatons calico.

L'anatoli est reconnu que par la World cat federation (WCF). Le standard de l'anatoli est quasiment identique à celui du turc de Van,.
L'anatoli est un chat de type long et puissant, de grande taille avec une forte ossature. Le poitrail et le cou sont massifs, les pattes et la queue sont de longueur moyenne. La tête est en forme de triangle, le menton ferme et le profil droit. Les oreilles, placées assez haut, sont grandes avec les extrémités arrondies. Les yeux sont de forme ovale, légèrement obliques ; leur couleur doit correspondre à celle de la robe.
La robe est courte, sans sous-poil laineux. L'anatoli est un chat bicolore (robe blanche plus ou moins marquée par la couleur) ou blanc uni. Toutes les couleurs sont acceptées, hormis le chocolat et le cannelle, ainsi que leur dilution (lilas et fawn). Seul le patron à pointes est interdit.